# Miłków (województwo podkarpackie)
Miłków – uroczysko-dawna miejscowość w Polsce, położona w województwie podkarpackim, w powiecie lubaczowskim, w gminie Stary Dzików.
Miejscowość była położona na północny wschód od Mołodycza, na północ od Kaczmarzy, wzdłuż niewielkiego potoku Bechy.
W latach 1975–1998 miejscowość położona była w województwa przemyskiego.

## Historia
W 1880 roku wieś liczyła 600, a w 1938 r. 800 mieszkańców. W różnych okresach była własnością Sieniawskich, Czartoryskich i Sapiehów. Wieś zamieszkiwała ludność polska i ukraińska. We wsi mieściło się probostwo greckokatolickie. Była tam też czteroletnia szkoła. 
W II Rzeczypospolitej wieś w powiecie lubaczowskim województwa lwowskiego. Armia Czerwona wkroczyła do Miłkowa 26 września 1939 roku. Przez wieś przechodziła granica. Ludność Miłkowa wysiedlono w styczniu 1941 roku do Besarabii. Opuszczone budynki zajęci nacjonaliści ukraińscy z OUN-UPA. W latach 1943–1946 zamordowali oni tutaj lub w pobliżu 44 Polaków, w tym 16 żołnierzy WP, którzy zginęli w zasadzce zorganizowanej 14 maja 1946. Obecnie na miejscu dawnej wsi Miłków porasta las. Do dziś zachowały się fundamenty po dawnej świątyni i nieliczne nagrobki na cmentarzu.

## Oświata
Początki szkolnictwa w Miłkowie, są datowane na I połowę XIX wieku, gdy na jakiś czas przed 1846 rokiem, powstała szkoła parafialna przy cerkwi greckokatolickiej, a jej nauczycielem w latach 1847 (31 uczniów), 1848 (5 uczniów) i 1849 (18 uczniów) był adj. Grzegorz Masnyk.
W 1874 roku powstała szkoła ludowa filialna. Przydatnym źródłem archiwalnym do poznawania historii szkolnictwa w Galicji są austriackie Szematyzmy Galicji i Lodomerii, które podają wykaz szkół, wraz z nazwiskami ich nauczycieli. W latach 1874–1877 posada nauczycielska była nieobsadzona, a pierwszym nauczycielem był Józef Szust. Szkoły wiejskie były początkowo męskie, a od 1890 roku mieszane (koedukacyjne). Szkoła w Miłkowie od 1892 roku była 1-klasowa.
Nauczyciele kierujący
1874–1877. posada nieobsadzona.
1877–1879. Józef Szust.
1879–1881. Antoni Wiceniak.
1881–1883. Józef Myczkowski.
1883–1887. Gwalbert Kruczek.
1887–1888. Aniela Smietana.
1888–1891. Teresa Kotarba.
1891–1908. Longina Lenart.
1908–1914. Maria Machijówna.